# آييدا ويدو
آييدا ويدو أو عايدة ويدو (بالإنجليزية: Ayida-Weddo) في الميثولوجيا الهاييتية هي المرافق الأفعى لـ دامبالا فيدو، أعظم رب شعبي، الذي يتخذ هو الآخر شكل أفعى. وربة هاييتي هذه مشهورة باسم (أفعى قوس قزح)، وهو مظهر عام للمعبود في أفريقيا، وأوقيانوسا وأمريكا الوسطى وأمريكا الجنوبية. زوجها اسمه دامبالا رب الأنهار والينابيع. وقد اعتبره الأنثروبولوجيون مساويا للرب الأفريقي مافو Mawu. لعبت آييدا ويدو دورا هاما في خلق العالم آييدا قوس قزح في الديانة الودونية (الأفريقية القديمة) هي صورة من الإلهة إيرزولی.

## الرموز والقربان
رموز آييدا أوعايدة ويدو هي قوس قزح والباقات البيضاء. لها ألوان احتفالية بيضاء وزرقاء. تشمل العروض المناسبة لها الدجاج الأبيض والبيض الأبيض والأرز والحليب. نباتها المفضل هو القطن.

## الشكل والوظيفة

رمز آييدا أو عايدة ويدو وزوجها دامبالا، يصوران دائمًا معًا.

يعتقد أهل الفون في بنين أن ثعبان قوس قزح عايدة-آييدا ويدو، الذي تم خلقه لخدمة نانا بولوكو، حمل السماء. كان للمخلوق شخصية توأمية لأن الجزء الأحمر من قوس قزح كان ذكراً، بينما كان الجزء الأزرق أنثى. تم تصويرها على أنها ثعبان أخضر ضيق. مثل دامبالا زوجها، تعيش في السماء وكذلك في جميع الأشجار والينابيع والمسابح والأنهار.